# Cricotopus dentatus
Cricotopus dentatus är en tvåvingeart som beskrevs av Hirvenoja 1985. Cricotopus dentatus ingår i släktet Cricotopus och familjen fjädermyggor. Inga underarter finns listade i Catalogue of Life.